# District de Guntur
Le district de Guntur (télougou : గుంటూరు జిల్లా) est un district situé dans le Nord-Est de l'état de l'Andhra Pradesh. 

## Géographie
Son chef-lieu est Guntur.
Au recensement de 2011, sa population était de 4 887 813 habitants pour une superficie de 11 391 km2.

## Villes et localités
- Guntur, chef-lieu
- Narasaraopet
- Proddatur
- Sitanagaram
- Tenali

## Galerie

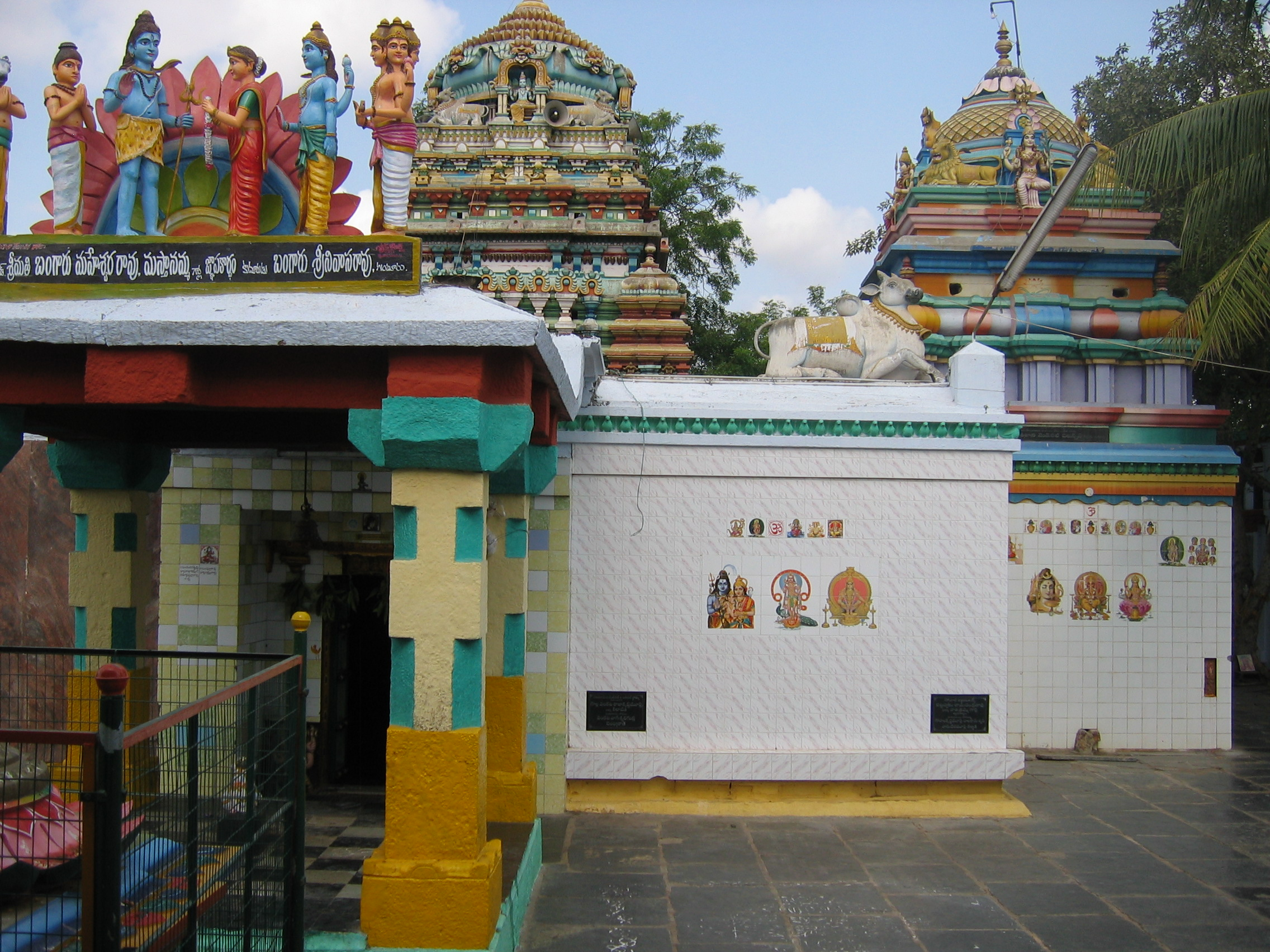
Un ancien temple de Garthapuri.
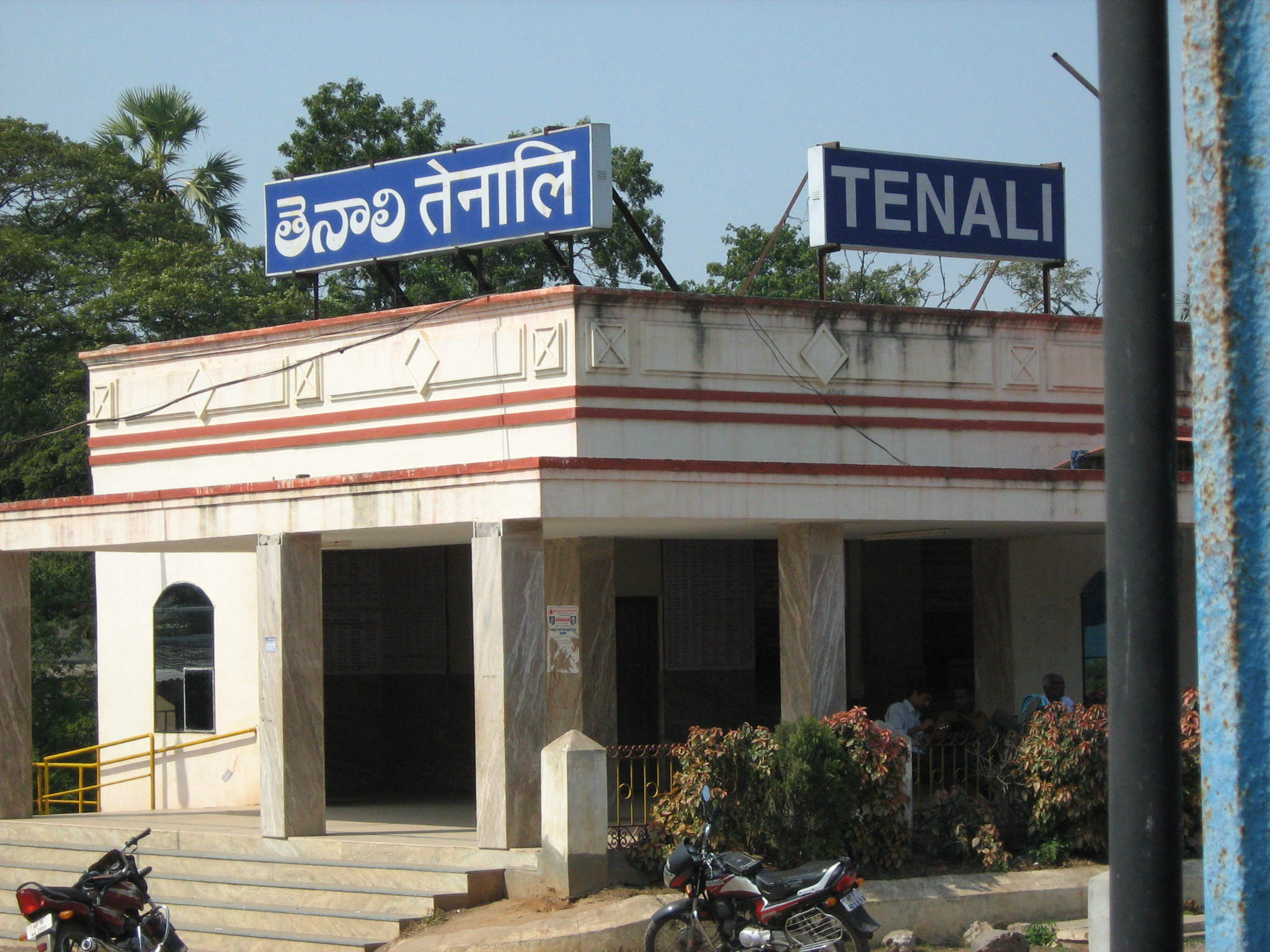
La gare ferroviaire de Tenali.